# Mercy Christmas: Bitte zu Tisch
Mercy Christmas: Bitte zu Tisch ist eine US-amerikanische Horrorkomödie von Ryan Nelson aus dem Jahr 2017.

## Handlung
Michael Briskett ist Buchhalter und arbeitet rund um die Uhr für seinen schmierigen Chef Andy Robillard. Obwohl dieser ihn demütigt und über die Feiertage noch Arbeit aufdrückt, lädt Michael ihn zu seiner Weihnachtsfeier ein. Sein Chef lacht ihn jedoch nur aus. Schließlich kommt jedoch am Abend seine äußerst attraktive neue Kollegin Cindy. Die beiden verbringen den Abend miteinander und haben sehr viel Spaß beim Weihnachtsfilm-Gucken. Für den nächsten Tag lädt Cindy ihn ein, bei ihrer Familie die Weihnachtsfeiertage zu verbringen.
Dort versucht er sich mit der Familie anzufreunden, die etwas verstockt wirkt. Sogar Cindy Exfreund ist vor Ort, sehr zum Missfallen von Cindy. Als dann plötzlich Andy vor der Tür steht, ist Michael komplett verwirrt. Cindy ist jedoch Andys Schwester und Michael hat eine besondere Rolle an Weihnachten: die komplette Familie besteht aus Kannibalen und Michael sowie einige weitere Menschen sollen an Weihnachten gegessen werden. Cindy hat das erste Mal die Ehre, kochen zu dürfen. Und so findet sich Michael zusammen mit den anderen Gefangenen im Keller des Hauses wieder.
Michael soll am längsten am Leben bleiben, da er von Andy noch dazu gezwungen wird, die Monatsabrechnung fertig zu machen. Währenddessen beginnt die Familie bei den anderen Gefangenen Gliedmaßen für den ersten Gang zu amputieren. Damit das Fleisch möglich zart bleibt, sollen ihre Opfer möglichst lange am Leben bleiben.
Alle Fluchtversuche scheitern zunächst. Als die Familie am ersten Weihnachtstag jedoch in Streit darüber gerät, dass Bart eine Polizistin in das Familienessen einbezogen hat, gelingen dem beinamputierten Eddie und Michael die Flucht. Aneinander gebunden mit einer Weihnachtsbeleuchtung schleichen sie sich an das Auto der Polizistin und töten diese. Michael will jedoch Katherine, die vorher von seinem Boss halb totgeprügelt wurde, nicht zurücklassen und so stellen sie sich in einem letzten Kampf der Familie. Schließlich können sie alle Familienmitglieder töten, wobei jedoch Eddie scheinbar stirbt. Katherine und Michael gelingt die Flucht und die beiden retten sich in die Hände von Christmas Carolern. Am Ende öffnet auch Eddie noch einmal die Augen.

## Hintergrund
Mercy Christmas ist der Debütlangfilm von Ryan Nelson und entstand mit einem geringen Budget über den Zeitraum von fünf Jahren. Nelson schrieb das Drehbuch zusammen mit seiner Frau Beth Levy Nelson.
2017 hatte der Film seine Weltpremiere auf dem Weihnachtsfilm Festival Berlin. Bei seiner deutschsprachigen Erstveröffentlichung auf DVD am 26. Oktober 2018 erschien der Film in einer um 2 Minuten geschnittenen Fassung. Tatsächlich befindet sich auf der Blu-Ray-/DVD-Veröffentlichung von White Pearl Movies / Daredo sogar ein Uncut-Sticker, obwohl es sich um eine zensierte Version handelt. Eine echte Uncut-Fassung erfolgte erst 2021 über Inked Pictures.

## Rezensionen
Der Filmblog Filmchecker lobte den Film als eine unkonventionelle Horrorkomödie, die „einige Schauwerte“ besitze.